# Liste der Kulturdenkmale in Jahnsdorf/Erzgeb.

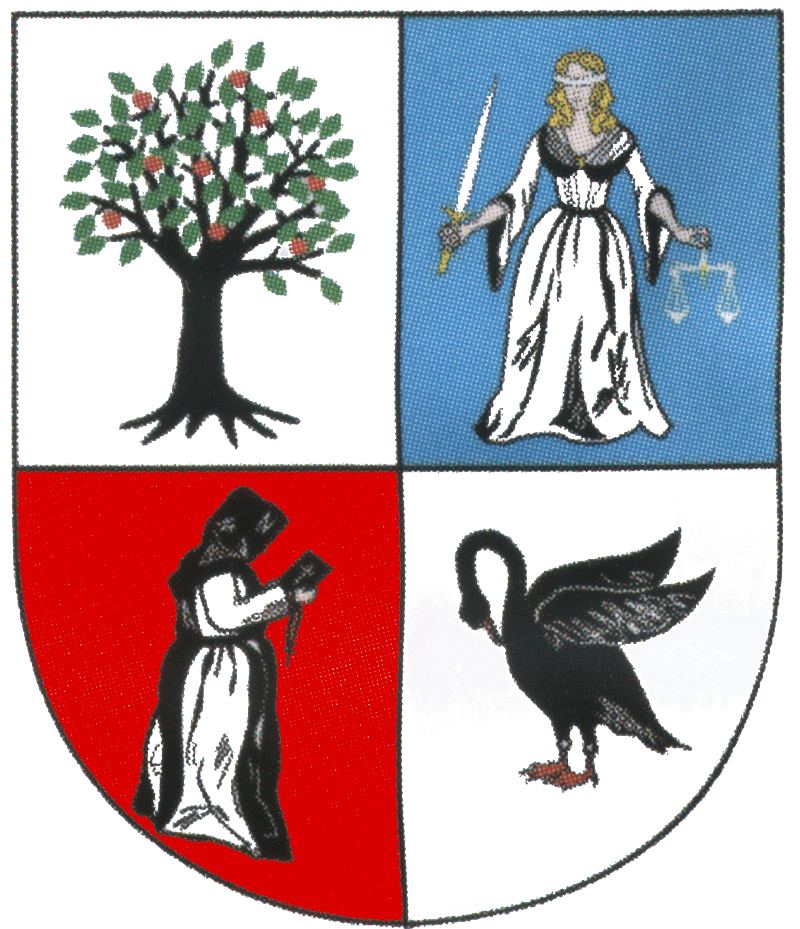
Wappen von Jahnsdorf

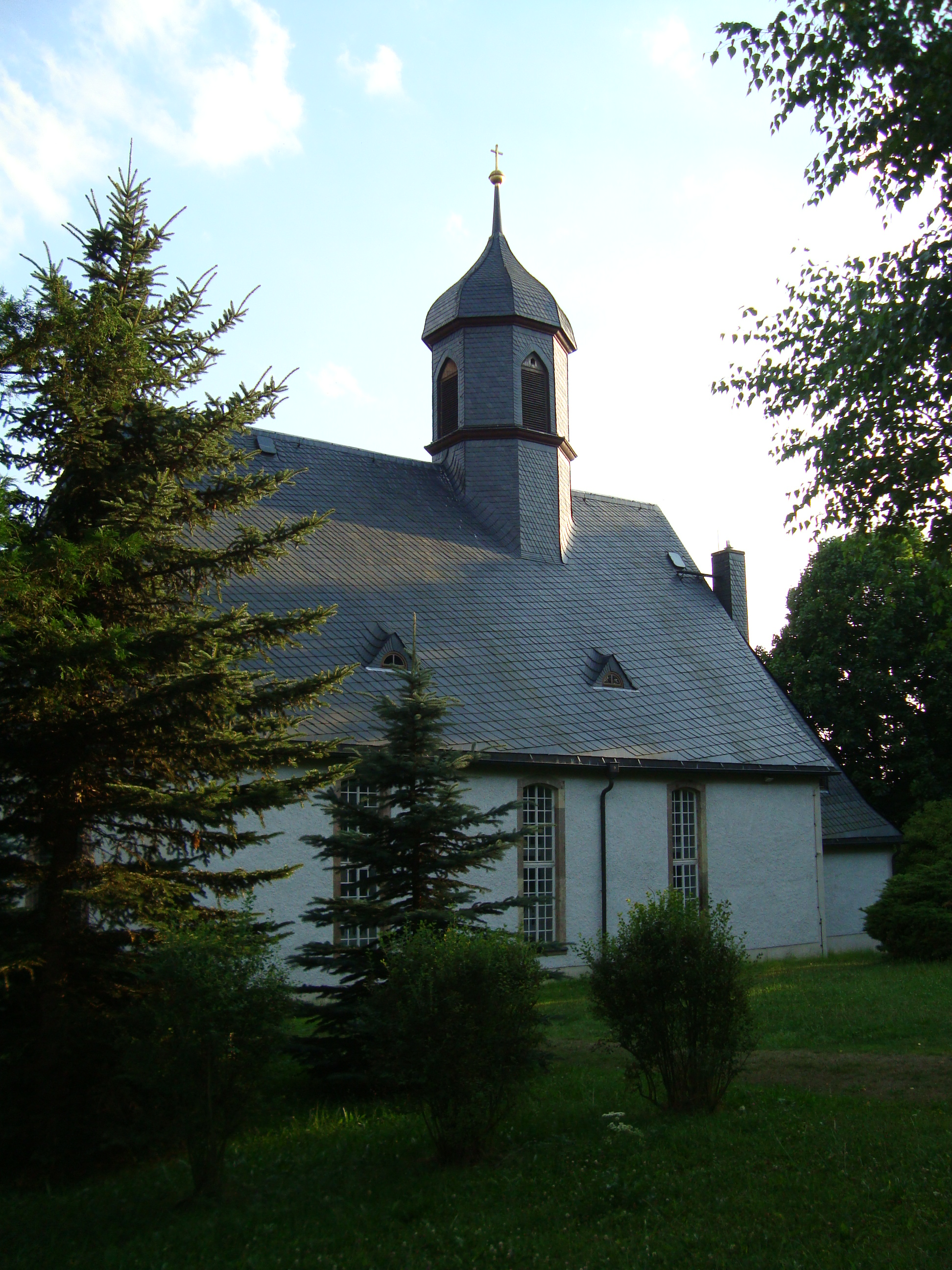
Kirche in Leukersdorf

Die Liste der Kulturdenkmale in Jahnsdorf/Erzgeb. enthält die Kulturdenkmale in Jahnsdorf/Erzgeb.
Diese Liste ist eine Teilliste der Liste der Kulturdenkmale in Sachsen.

## Legende
- Bild: Bild des Kulturdenkmals, ggf. zusätzlich mit einem Link zu weiteren Fotos des Kulturdenkmals im Medienarchiv Wikimedia Commons. Wenn man auf das Kamerasymbol klickt, können Fotos zu Kulturdenkmalen aus dieser Liste hochgeladen werden:
- Bezeichnung: Denkmalgeschützte Objekte und ggf. Bauwerksname des Kulturdenkmals
- Lage: Straßenname und Hausnummer oder Flurstücknummer des Kulturdenkmals. Die Grundsortierung der Liste erfolgt nach dieser Adresse. Der Link (Karte) führt zu verschiedenen Kartendiensten mit der Position des Kulturdenkmals. Fehlt dieser Link, wurden die Koordinaten noch nicht eingetragen. Sind diese bekannt, können sie über ein Tool mit einer Kartenansicht einfach nachgetragen werden. In dieser Kartenansicht sind Kulturdenkmale ohne Koordinaten mit einem roten bzw. orangen Marker dargestellt und können durch Verschieben auf die richtige Position in der Karte mit Koordinaten versehen werden. Kulturdenkmale ohne Bild sind an einem blauen bzw. roten Marker erkennbar.
- Datierung: Baubeginn, Fertigstellung, Datum der Erstnennung oder grobe zeitliche Einordnung entsprechend des Eintrags in der sächsischen Denkmaldatenbank
- Beschreibung: Kurzcharakteristik des Kulturdenkmals entsprechend des Eintrags in der sächsischen Denkmaldatenbank, ggf. ergänzt durch die dort nur selten veröffentlichten Erfassungstexte oder zusätzliche Informationen
- ID: Vom Landesamt für Denkmalpflege Sachsen vergebene, das Kulturdenkmal eindeutig identifizierende Objekt-Nummer. Der Link führt zum PDF-Denkmaldokument des Landesamtes für Denkmalpflege Sachsen. Bei ehemaligen Kulturdenkmalen können die Objektnummern unbekannt sein und deshalb fehlen bzw. die Links von aus der Datenbank entfernten Objektnummern ins Leere führen. Ein ggf. vorhandenes Icon  führt zu den Angaben des Kulturdenkmals bei Wikidata.

## Jahnsdorf
| Bild                                    | Bezeichnung                                                                                             | Lage                                      | Datierung                               | Beschreibung | ID       |
| --------------------------------------- | --- | ----------------------------------------- | --------------------------------------- | --- | -------- |
| Direkt Bild zu diesem Denkmal hochladen | Villa mit Einfriedung und Villengarten (Gartendenkmal)                                                  | Adorfer Straße 7 (Karte)                  | 1925, laut Bauakte                      | Stattlicher Putzbau, Reformstil-Architektur, Wohnsitz des Strumpffabrikantenfamilie Kreissig, baugeschichtliche und ortshistorische Bedeutung. Zweigeschossiger massiver Putzbau auf Bruchsteinsockel aus Granit, asymmetrische Fassadengliederung, halbrunder Standerker mit kuppelartigem Dach, links Eingangsvorhalle/Altan mit stilisierten Blattkapitellen an den Pfeilern, Mansardwalmdach mit stehenden Dachfenstern, Standerker mit Rundbogenfenstern im Erdgeschoss (Fenstersprossung in Rhombenform in den Oberlichtern), Gesimse und Gliederungselemente in Putz mit zeittypischer Zackenornamentik, originale Eingangstür; Bauherr: Firma Karl Fr. Kreißig. | 09238007 |
| Direkt Bild zu diesem Denkmal hochladen | Ehemalige Kirchschule                                                                                   | Alte Stollberger Straße 1 (Karte)         | um 1800                                 | Obergeschoss Fachwerk, Krüppelwalmdach mit Hechtgaube, ortshistorisch bedeutender Bau in ortsbildprägender Lage. Stattlicher zweigeschossiger Bau, Erdgeschoss massiv, Obergeschoss Fachwerk verbrettert, Fenster in originaler Größe, steiles Krüppelwalmdach mit Hechtgaupe, Giebelseiten verschiefert. | 09238014 |
|                                         | Spritzenhaus                                                                                            | Alte Stollberger Straße 1 (neben) (Karte) | bezeichnet 1883, Tafel vom Vorgängerbau | In zentraler ortsbildprägender Lage neben Kirche und Schule, ortshistorische Bedeutung. Eingeschossiger langgestreckter Bau mit zwei flankierenden Giebeln, Quadersockel (rötlicher Naturstein), Obergeschoss Fachwerk verbrettert, im mittleren traufseitigen Gebäudeteil großes Tor und Eingang, weitere Eingänge je an den Giebelseiten, Gebäude entstand 1908 als Kombination aus Spritzenhaus, Garage für den Leichenwagen und Arrestzelle des Dorfes. Tafel am Giebel bezeichnet „1883“, wohl für Vorgängerbau. | 09238013 |
| Direkt Bild zu diesem Denkmal hochladen | Villa                                                                                                   | Am Hang 23 (Karte)                        | um 1900                                 | Putzbau mit Holzveranda, im Stil des Späthistorismus, ehemalige Villa des Strumpffabrikanten Becker, durch exponierte Hanglage ortsbildprägend, ortshistorische Bedeutung als Zeugnis der Industrialisierung des Ortes. Zweigeschossiger massiver Putzbau mit Souterrain, verglaster Holzveranda, Walmdach mit Dachüberstand und leicht vorkragendem Dacherker, Fenster mit Vohangbogenmotiven und Sohlbänken auf Konsölchen, überwiegend originale Galgenfenster, Verglasung der Holzveranda im zweiten Obergeschoss mit verschiedenfarbigem Glas | 09237988 |
| Direkt Bild zu diesem Denkmal hochladen | Wohnhaus                                                                                                | Am Mahlteich 11 (Karte)                   | Mitte 19. Jahrhundert                   | Obergeschoss Fachwerk verschiefert, baugeschichtlich von Bedeutung. Zweigeschossiger Bau, Erdgeschoss massiv, Obergeschoss Fachwerk verschiefert, Türgewände Hilbersdorfer Porphyrtuff, gerade Türverdachung, originale Fenstergrößen und Galgenfenster, Krüppelwalmdach, Giebel Nordseite massiv, Südseite verschiefert | 09237977 |
| Direkt Bild zu diesem Denkmal hochladen | Fabrikgebäude (ohne Anbau)                                                                              | Bachstraße 2 (Karte)                      | 1895                                    | Zeittypischer und original gut erhaltener Fabrikbau, industriegeschichtliche und ortshistorische Bedeutung. Dreigeschossiger massiver Putzbau mit Drempel und leicht überstehendem Satteldach, am Dachüberstand Freigespärre, Fassade reich durchfenstert mit gekuppelten Segmentbogenfenstern, Fenster an der Nordseite original erhalten (sechsteilig mit Wintervorsatz), Bauherr: Firma Karl Friedrich Kreißig, Ausführung: F.E. Polker, Bauunternehmer aus Meinersdorf. | 09238006 |
| Direkt Bild zu diesem Denkmal hochladen | Wohnhaus                                                                                                | Bachstraße 6 (Karte)                      | nach 1800                               | Weitgehend original erhaltener zeittypischer und regionaltypischer Fachwerkbau, baugeschichtlich von Bedeutung. Erdgeschoss massiv, Putz 1930er Jahre, Obergeschoss Fachwerk (Giebelseiten verputzt), Obergeschoss traufseitig verschiefert, Satteldach mit Hechtgaupe, Fensteröffnungen originale Größe, zum Teil Sprossenfenster. | 09238005 |
| Direkt Bild zu diesem Denkmal hochladen | Empfangsgebäude und Toilettenhäuschen eines Bahnhofs                                                    | Chemnitzer Straße 1 (Karte)               | um 1900                                 | Original erhaltenes Zeugnis der Verkehrsgeschichte, auch ortsgeschichtliche Bedeutung. - Empfangsgebäude: Zweigeschossiger massiver klinkerverblendeter Bau, Sockel Polygonalmauerwerk, Drempel, Satteldach mit Überstand, Gurtgesims Formziegel, original erhaltene Galgenfenster, - Toilettenhaus: Eingeschossiger Klinkerbau, Satteldach, Holzvorhäuschen, weitgehend original erhalten. Im Jahr 1885 Einweihung der Bahnstrecke Chemnitz-Stollberg. | 09238001 |
| Direkt Bild zu diesem Denkmal hochladen | Wohnstallhaus eines Dreiseithofes                                                                       | Chemnitzer Straße 12 (Karte)              | 18. Jahrhundert                         | Obergeschoss Fachwerk verkleidet, eines der älteren Gebäude im Ort, baugeschichtlich von Bedeutung. Zweigeschossiger Bau, Erdgeschoss massiv, Obergeschoss Fachwerk verkleidet, Fenster- und Türgewände Werkstein, Tür mit gerader Verdachung, Fenster original in Größe, zum Teil mit Sprossung, zweiflügelige Tür, Satteldach. | 09238004 |
| Direkt Bild zu diesem Denkmal hochladen | Wohnstallhaus eines Bauernhofes                                                                         | Chemnitzer Straße 50 (Karte)              | um 1740                                 | Obergeschoss Fachwerk, Konstruktion mit V-Streben, eines der ältesten authentisch erhaltenen bäuerlichen Gebäude im Ort, baugeschichtlich von Bedeutung. Erdgeschoss massiv (Bruchstein, verputzt), unterfahren, Tür- und Fenstergewände Hilbersdorfer Porphyrtuff, Obergeschoss Fachwerk (vorkragend, einriegelig, Schwelle abgefast, Blattsassen sichtbar), originale Fenstergrößen, im Erdgeschoss originale Sprossenfenster, Giebel verkleidet, Stallteil vermutlich nach 1800 erneuert, Inneres: Backofen (Anbau), Wasserstube, Gewölbekeller. | 09237996 |
| Direkt Bild zu diesem Denkmal hochladen | Seitengebäude eines Vierseithofes                                                                       | Chemnitzer Straße 66 (Karte)              | 1. Hälfte 19. Jahrhundert               | Obergeschoss Fachwerk, weitgehend original erhaltenes bäuerliches Wirtschaftsgebäude, baugeschichtlich von Bedeutung. Erdgeschoss massiv, Obergeschoss Fachwerk (Ziegel/Lehmsteine), Satteldach, Giebel verschiefert, originale Mitteldrehflügelfenster. | 09237995 |
| Direkt Bild zu diesem Denkmal hochladen | Wohnhaus eines Zweiseithofes                                                                            | Chemnitzer Straße 74 (Karte)              | letztes Drittel 18. Jahrhundert         | Obergeschoss Fachwerk, Segmentbogenportal, ältere Generation regionaltypischer Fachwerkbauten, baugeschichtlich von Bedeutung. Erdgeschoss massiv, Tür- und Fenstergewände Porphyrtuff, Segmentbogentür mit Schlussstein, Fenstergewände reich profiliert, Obergeschoss Fachwerk, Krüppelwalmdach, Giebelseite verschiefert, originale zweiflügelige Eingangstür mit Oberlicht | 09237990 |
| Direkt Bild zu diesem Denkmal hochladen | Villa                                                                                                   | Chemnitzer Straße 76 (Karte)              | 1893, laut Bauakte                      | Putzfassade mit Porphyrtuff-Elementen, im Stil des Historismus, ehemalige Villa des Strumpffabrikanten Alexander Sonntag, später als Rathaus genutzt, ortshistorische Bedeutung. Zweigeschossiger massiver Putzbau, Sockel aus Porphyrtuff, Fenster- und Türgewände Porphyrtuff, weit vorspringender, zentraler Mittelrisalit mit eingeschossigem Standerker, rechts Eingangsvorhalle (verändert), Walmdach (Deckung neu), über den gekuppelten Fenstern des Risalits gerade Verdachungen, Spitzbogenfenster im Risalitgiebel, überwiegend original erhaltene Fenster, Entwurf (und Ausführung?) „Bureau für Architectur und Bauausfuehrung“ des Philipp Klinger Jr. aus Kappel-Chemnitz, Bauherr: Fabrikbesitzer Alexander Sonntag. | 09237991 |
| Direkt Bild zu diesem Denkmal hochladen | Gasthaus mit Kegelbahn                                                                                  | Chemnitzer Straße 82 (Karte)              | 1907                                    | Putzfassade mit Zierfachwerk, runder Eckerker, straßenbildprägender Bau von ortshistorischer Bedeutung. Zweigeschossiger massiver Putzbau auf Polygonmauerwerksockel, im Erdgeschoss große dreigeteilte Segmentbogenfenster, seitlicher Eingang mit Granittreppen und schmiedeeisernem Geländer, runder Eckerker, reiche Dachlandschaft, Giebel der Dachausbauten in Zierfachwerk, größtenteils originale Galgenfenster, aufwendig geschnitzte zweiflügelige Eingangstür, bauzeitlicher Anbau mit Rundbogenfenstern (Kegelbahn). Das Gebäude entstand nach einem Brand des vorherigen „Wohn- und Schankwirtschaftsgebäudes“ für den Gastwirt Ferdinand Albin Vogel (Bauherr), bis 1935 auf dem Haupthaus ein Türmchen (Bauakte). | 09237992 |
| Direkt Bild zu diesem Denkmal hochladen | Schulgebäude (ohne Anbau)                                                                               | Chemnitzer Straße 85 (Karte)              | bezeichnet 1876                         | Putzfassade im Stil der Historismus, ortshistorische Bedeutung. Zweigeschossiger massiver Putzbau auf Bruchsteinsockel, mit Drempel und mäßig geneigtem Satteldach, sämtliche Fenstergewände aus Porphyrtuff, Mittelrisalit mit gekuppelten Zwillings- (Erstes Obergeschoss) bzw. Drillingsfenstern und Staffelgiebel mit Zifferblatt, Eingangsbereich verändert, Giebelseiten mit Drillingsfenstern und Dreipass, sparsame Putzgliederung (Ecklisene, Blendbögen), Gurtgesims, gerade Fensterverdachungen, teilweise originale sechsteilig gesprosste Galgenfenster. bezeichnet „1876“ (Putzfeld im giebelseitigen Blendfenster) | 09237993 |
| Direkt Bild zu diesem Denkmal hochladen | Wohnstallhaus (Umgebinde) eines Dreiseithofes                                                           | Chemnitzer Straße 92 (Karte)              | im Kern 1. Hälfte 18. Jahrhundert       | Obergeschoss Fachwerk, einziges Gebäude im Ort mit sichtbar erhaltener Umgebindekonstruktion, seltener regionaltypischer Bau, von ortsbildprägender und bauhistorischer Bedeutung. Erdgeschoss massiv, Umgebinde (UG links 3/2) mit Knaggen und geschweiften Spannriegeln, Tür- und Fenstergewände Werkstein, Tür mit gerader Verdachung, bezeichnet „1854“, Obergeschoss Fachwerk vorkragend, Satteldach, originale Fenstergrößen, Fenster erneuert (ohne Sprossung). | 09237986 |
| Direkt Bild zu diesem Denkmal hochladen | Wohnstallhaus und Seitengebäude eines Dreiseithofes                                                     | Chemnitzer Straße 98 (Karte)              | bezeichnet 1826                         | Obergeschoss strebenreiches Fachwerk, ortsbildprägendes Ensemble, baugeschichtlich von Bedeutung. - Wohnstallhaus: Erdgeschoss massiv, Tür- und Fenstergewände Werkstein, gerade Türverdachung mit Zahnschnitt, bezeichnet im Putzfeld der Türverdachung: „No 58 J Sontag 1826“, Stallfenster mit Vergitterung, Obergeschoss Fachwerk, originale Fenstergrößen, Satteldach, Giebel verkleidet, - Seitengebäude: Erdgeschoss massiv, Obergeschoss Fachwerk, originale Fenstergröße, Giebel verkleidet, Stalltür mit zweiteiligem Türblatt (oberer und unterer Flügel separat zu öffnen), trotz Renovierung aller Gebäude des Hofes blieb der ursprüngliche Charakter erhalten. | 09237985 |
| Direkt Bild zu diesem Denkmal hochladen | Wohnhaus (ohne Anbau)                                                                                   | Chemnitzer Straße 106 (Karte)             | Mitte 19. Jahrhundert                   | Obergeschoss Fachwerk, in straßenbildprägender Lage, baugeschichtlich von Bedeutung. Erdgeschoss massiv, Obergeschoss Fachwerk verkleidet, Fenster- und Türgewände Werkstein, gerade Türverdachung mit Zahnschnitt, Satteldach, Obergeschoss Fenstergrößen original | 09237984 |
| Direkt Bild zu diesem Denkmal hochladen | Pflegeheim mit vorgelagerter Grünfläche (Gartendenkmal)                                                 | Leukersdorfer Straße 10 (Karte)           | 1904, laut Bauakte                      | Überaus repräsentativer Bau, Putzfassade mit Fachwerkelementen, von kulturgeschichtlichem und baukünstlerischem Wert. Repräsentativer langgestreckter zweigeschossiger Putzbau auf gekrümmtem Grundriss, Sockel (Polygonalmauerwerk) aus rotem Granit, Mittelrisalit und zwei Seitenrisalite weit vorspringend, am Südgiebel halbrunder polygonaler Treppenturm, Walmdach mit verschiedenen Dachaufbauten und Dachüberstand, Schleppgaupen und polygonale Gaupen (Parkseite) und drei Dachreiter, Obergeschoss und Giebel der Risalite Zierfachwerk mit leicht vorkragenden Schwellbalken, Mittelrisalit mit Werksteinportal (Segmentgiebel, zwei kreisrunde Oberlichter), große geteilte Treppenhausfenster, zwei Holzbalkone, zwischen den Risaliten in Erdgeschoss und Obergeschoss verglaste Holzveranden (ursprünglich unverglast), nach Renovierung Giebelseiten und Treppenturm im Obergeschoss verbrettert. | 09238010 |
| Direkt Bild zu diesem Denkmal hochladen | Wohnhaus, mit Garten                                                                                    | Leukersdorfer Straße 15 (Karte)           | 1933, laut Bauakte                      | Zeittypischer Bau des Heimatstils in gutem Originalzustand, baugeschichtlich von Bedeutung. Eingeschossiges verputztes Wohnhaus auf Bruchsteinsockel, sehr steiles Satteldach mit Schieferdeckung und breiter, fast durchlaufender Schleppgaupe und dreieckigen Gaupen, kleine Vorhalle mit Bruchsteinsäulen, Fensterläden, Bereich der Traufe und des Ortgangs durch Band unterschiedlich glasierter Ziegel gefasst, alte Blitzableiter, Bauherr: Richard Gerhard Brunner, Werkmeister. Erbaut als Zweifamilienhaus. | 09238011 |
|                                         | Kirche mit Ausstattung sowie Kirchhof mit Umfassungsmauer, zwei Kirchhofstoren und Grabmalen            | Meinersdorfer Straße 2 (Karte)            | im Kern wohl um 1200                    | Kleine Saalkirche mit polygonalem Chor und Dachreiter, mit reizvoller barocker Innenausstattung, an der Kirchhofsmauer barocke und klassizistische Grabmale, baugeschichtliche, städtebauliche und ortshistorische Bedeutung. - Kleine Saalkirche mit reizvoller barocker Innenausstattung, wohl mit Ortsgründung um 1200 in der Dorfmitte errichtet, mehrfach erneuert und erweitert im 17. Jahrhundert und Anfang 18. Jahrhundert, zuletzt 1905–1910. Restaurierungen 1958/59 (innen) und 1990–1995 (außen). - Dem ursprünglich gerade geschlossenen Putzbau mit Walmdach und Dachreiter 1905–1910 eine gleich breite und gleich hohe dreiseitig geschlossene Vorhalle im Osten angefügt, Sakristei im Süden. Die Anbauten im Westen für Lehnsrichterloge und im Norden für Emporentreppen (1905–1910 verändert). - Im Innern flache Holzdecke und zweigeschossige Emporen an Nord- und Westseite, die oberen zwischen 1595 und 1610, die unteren mit Dockenbrüstungen und reich profilierte Schiffskehlen, wohl von 1628, gleichzeitig Orgelempore im Osten über dem Altar. - Viersäuliger Barocker Altar mit geschnitzten Figuren, bäuerliche Arbeit, Anfang 18. Jahrhundert, in der Predella Abendmahlsdarstellung, darüber Christus als Schmerzensmann, in der Bekrönung Gottvater, den Kelch des Leidens ausgießend, seitlich Moses und Johannes der T. An der Südwand reich geschnitzte Kanzel mit ornamental gestaltetem Christusnamen am Korb, auf dem Schalldeckel Schnitzfigur des Salvators, Anfang 18. Jahrhundert, - Holztaufe, der Deckel bekrönt von dem auf dem Kreuz ruhenden Gotteslamm, Anfang 18. Jahrhundert. - Spätgotisches Holzkruzifix an der Südwand, Anfang 16. Jahrhundert. - Eule-Orgel von 1984 im verkleinerten Prospekt der 1750er Jahre. - An der Kirchhofmauer drei Grabdenkmäler in Rokokoformen, letztes Drittel 18. Jahrhundert und zweisäuliges spätklassizistisches Grabdenkmal, um 1834. | 09237979 |
| Direkt Bild zu diesem Denkmal hochladen | Kriegerdenkmal für die Gefallenen des Deutsch-Französischen Krieges 1870/71                             | Meinersdorfer Straße 2 (Karte)            | Nach 1871                               | Ortsgeschichtlich von Bedeutung. Auf dem Friedhof Ehrenmal für die Gefallenen 1870/71, kannelierte Säule mit Schmuckvase. | 09307430 |
| Direkt Bild zu diesem Denkmal hochladen | Denkmal für die Gefallenen des Ersten Weltkrieges                                                       | Meinersdorfer Straße 4 (bei) (Karte)      | nach 1918                               | Ortshistorische Bedeutung. Pyramidenstumpf mit Eckquaderung auf getrepptem Sockel mit dreiteiligem Aufsatz (Material Granit) und Inschriftentafeln, bekrönt mit Galvanoplastik eines Adlers auf Kugel | 09237978 |
| Direkt Bild zu diesem Denkmal hochladen | Grabmäler der Familien Köhler, Kreißig, Neubert und Grufthaus Familie Sonntag auf dem Friedhof          | Meinersdorfer Straße 6 (Karte)            | 1910–1915 (Grabmal Köhler)              | Ortshistorische und künstlerische Bedeutung. 1) Familie Otto Köhler: Heckenumfriedete Anlage, Grabstein mit giebelartiger Rückplatte und Pilaster mit attischer Basis, reliefüberzogen mit Palmwedeln, Lorbeerkränzen, Flechtbändern und Rosen, bekrönende Christusfigur 2) Fabrikantenfamilie Kreißig: Von polierten Granitblöcken gefasstes Areal, Rückwand aufgestellte polierte Granitplatten, mittig sitzende weibliche Figur im Trauergestus mit Rosenkranz (Galvanoplastik) 3) Familie C. E. Neubert: Zaunumfriedete Grabanlage mit verschiedenen Ziergehölzen, Grabstein stelenartig, Sockel mit Inschrifttafeln, Schaft mit antikisierendem Relief einer stehend lesenden weiblichen Figur, gefasst mit gotisierenden Säulchen, als Aufsätze Akroterien (Akanthus), Palmette und Kreuz 4) Familie Sonntag: Schlichtes Grufthaus mit zwei Säulen, Gebälk und Dreieckgiebel, schmiedeeisernes Gitter, an der Rückwand Inschrifttafeln, weitere Gräber der Familie nebenstehend datiert. | 09238015 |
| Direkt Bild zu diesem Denkmal hochladen | Wohnstallhaus und Scheune eines Zweiseithofes                                                           | Meinersdorfer Straße 8 (Karte)            | 1868, laut Auskunft                     | Wohnstallhaus Obergeschoss Fachwerk verkleidet, Scheune verbrettert, zwei größtenteils original erhaltene bäuerliche Gebäude im oberen Dorf, baugeschichtlich von Bedeutung. - Wohnstallhaus: Erdgeschoss massiv, Obergeschoss Fachwerk verschalt, Türgewände und Fenstergewände Werkstein, gerade Türverdachung, Fenster originale Größe, Krüppelwalmdach, - Scheune: Fachwerk, Obergeschoss verbrettert, Walmdach, Schieferdeckung, originale Fenster (10-teilig gesprosst), im Grundstück alter Baumbestand (unter anderem Kastanie). | 09237976 |
| Direkt Bild zu diesem Denkmal hochladen | Wohnhaus                                                                                                | Parkstraße 12 (Karte)                     | 1924, laut Bauakte                      | Baukünstlerisch und architekturgeschichtlich interessanter Bau im Schweizerhaus-Stil. Fertigteil-Holzhaus mit vorgezogenem Sockelgeschoss mit Terrasse (Bruchstein) und originaler Tür mit gebogenen und geschweiften Sprossen, Erdgeschoss massiv, verputzt, Fenstergröße und -sprossung original, im Erdgeschoss und Obergeschoss originale Fensterläden, Obergeschoss in Bohlen-Blockbau, verschiefert, flach geneigtes Satteldach mit weitem Dachüberstand, profilierte Pfettenenden, dreiseitig umlaufender Balkon, Bretter mit Laubsägeornamenten, ausgesägte Brettverkleidung der Obergeschoss-Fenster, Angestelltenwohnhaus einer Fabrik, Bauherr: Fabrikant Bruno Hähnel (Jahnsdorf), siehe auch Am Park 14. | 09237998 |
| Direkt Bild zu diesem Denkmal hochladen | Wohnhaus                                                                                                | Parkstraße 14 (Karte)                     | 1924, laut Bauakte                      | Baukünstlerisch und architekturgeschichtlich interessanter Bau im Schweizerhaus-Stil, in gutem Originalzustand. Fertigteilwohnhaus mit vorgezogenem Sockelgeschoss mit Terrasse (Bruchstein), keine Tür im Sockelgeschoss, Erdgeschoss massiv, verputzt, Fenstergröße und -sprossung original, im Erdgeschoss und Obergeschoss originale Fensterläden, Obergeschoss in Bohlen-Blockbauweise, verschiefert (außer den Giebelseiten), flach geneigtes Satteldach mit weitem Dachüberstand, profilierte Pfettenenden, dreiseitig umlaufender und hangseitiger Balkon, Bretter mit Laubsägeornamenten, ausgesägte Brettverkleidung der Obergeschoss-Fenster, Angestelltenwohnhaus einer Fabrik, Bauherr: Fabrikant Bruno Hähnel (Jahnsdorf), siehe auch Am Park 12. | 09237999 |
| Direkt Bild zu diesem Denkmal hochladen | Fabrikgebäude                                                                                           | Straße der Einheit 2 (Karte)              | 1924 laut Bauakte                       | Ehemalige Strumpffabrik der 1871 gegründeten Firma Karl-Friedrich Kreißig, stattlicher Putzbau mit Art-Déco-Einflüssen, ortshistorische und baukünstlerische Bedeutung. Dreigeschossiger massiver Putzbau auf Granitquadersockel, gleichmäßige Fassadengliederung durch aufgeputzte Pilaster mit kapitellartigen oberen Abschlüssen in Form stilisierter Blattornamente, breitliegender Dachaufbau mit gezacktem Giebel mit Voluten und Zahnschnitt, palmettenartiges Putzrelief im Giebel, annähernd quadratische, kleinteilig gesprosste Holzfenster, rechte Eingangsvorhalle mit Treppenaufgang, originale zweiflügelige Tür mit rundbogigem Oberlicht, strahlenförmig gesprosst, Bauherr: Firma Carl Friedrich Kreißig. | 09238008 |
| Direkt Bild zu diesem Denkmal hochladen | Wohnstallhaus mit Steintrog, Seitengebäude und Scheune eines Dreiseithofes sowie Hofbaum an der Zufahrt | Thalheimer Straße 15 (Karte)              | um 1800                                 | Wohnstallhaus Obergeschoss Fachwerk verkleidet, weitgehend authentisch erhaltener regionaltypischer Bauernhof, baugeschichtlich von Bedeutung. - Wohnstallhaus: Erdgeschoss massiv, Obergeschoss Fachwerk verkleidet, Giebelseiten verschiefert, im Erdgeschoss (Giebelseite) Fenster vergrößert, im Obergeschoss originale Fenstergrößen, Satteldach, Steintrog vor dem Wohnhaus, - Seitengebäude: Erdgeschoss massiv, Obergeschoss Fachwerk, verschiefert, Satteldach mit Schieferdeckung, - Scheune: Fachwerk verbrettert mit späterem Umbau im Erdgeschoss, Satteldach. | 09238012 |
| Direkt Bild zu diesem Denkmal hochladen | Wohnhaus                                                                                                | Thalheimer Straße 33 (Karte)              | um 1900                                 | Historisierende Putzfassade, eines der wenigen weitestgehend original erhaltenen Gebäude dieser Bauepoche im Ort, baugeschichtlich von Bedeutung. Eingeschossiger massiver Putzbau mit fensterlosem Drempel, übergiebelter Mittelrisalit mit zentralem Eingang, in den Brüstungsfeldern der Fenster Wappen (Sachsen), Satteldach mit Dachüberstand, stehende Dachgaupen, durchlaufendes Gurtgesims, geputzte Eckquaderung, im Erdgeschoss: Risalit- und Giebelfenster mit Vorhangbogenmotiven, im Obergeschoss: Giebelfenster mit Konsölchen unter der Fensterbank und Dreipass-Motiv über den Vorhangbögen. | 09237982 |

## Leukersdorf
| Bild                                    | Bezeichnung                                                                     | Lage                         | Datierung                       | Beschreibung | ID       |
| --------------------------------------- | ------------------------------------------------------------------------------- | ---------------------------- | ------------------------------- | --- | -------- |
| Direkt Bild zu diesem Denkmal hochladen | Torbogen eines Vierseithofes                                                    | Am Knie 4 (Karte)            | bezeichnet 1844                 | Mit charakteristischem Schlussstein, baugeschichtlich von Bedeutung. Schlussstein bezeichnet „J.G.W. 1844“ | 09229712 |
| Direkt Bild zu diesem Denkmal hochladen | Wohnhaus eines Bauernhofes                                                      | Am Landwarenhaus 4 (Karte)   | 2. Hälfte 18. Jahrhundert       | Obergeschoss Fachwerk, baugeschichtlich von Bedeutung. Satteldach, Giebel verbrettert, Fachwerk im Obergeschoss, Rückseite verschiefert, Porphyrgewände | 09229711 |
| Weitere Bilder                          | Kirche mit Ausstattung und Kirchhof mit Resten der Einfriedung und Kirchhofstor | Hauptstraße (Karte)          | im Kern um 1300; 1782           | Barocke Saalkirche mit Dachreiter, im Kern mittelalterlicher Sakralbau, ortshistorisch und baugeschichtlich von Bedeutung. Einfriedung: Bruchsteinmauerwerk aus Porphyr, zwei Porphyrsäulen und Eisentor, im Kern um 1300 (Sakristeipforte). | 09229703 |
| Direkt Bild zu diesem Denkmal hochladen | Kriegerdenkmal für die Gefallenen des Ersten Weltkrieges                        | Hauptstraße (Karte)          | Nach 1918                       | Ortsgeschichtlich von Bedeutung, quadratischer Sockel mit stehendem Soldaten, roter Porphyr | 09307432 |
| Direkt Bild zu diesem Denkmal hochladen | Wohnstallhaus eines Bauernhofes                                                 | Hauptstraße 19 (Karte)       | um 1800                         | Obergeschoss Fachwerk, baugeschichtlich von Bedeutung. Satteldach, Giebel und Obergeschoss verschiefert, alte Fenster, Gewände im Erdgeschoss überstrichen | 09229698 |
| Direkt Bild zu diesem Denkmal hochladen | Wohnstallhaus und Scheune eines Vierseithofes                                   | Hauptstraße 24 (Karte)       | um 1750                         | Fachwerkgebäude, Wohnstallhaus mit profilierter Schwelle, baugeschichtlich von Bedeutung. - Wohnstallhaus: Vermutlich ehemaliges Umgebinde (Darstellung auf altem Bild), Krüppelwalmdach, Fachwerk im Obergeschoss, rückwärtig verkleidet (Preolith), Fachwerk im Giebel entfernt, jetzt massiv, verbrettert, Stallteil zur Garage umgebaut, - Scheune: Krüppelwalmdach, verbrettert, Giebel verschiefert, markante Lage an der Hauptstraße.                                                                                           | 09229699 |
| Direkt Bild zu diesem Denkmal hochladen | Wohnstallhaus, Seitengebäude und Scheune eines Bauernhofes                      | Hauptstraße 32 (Karte)       | um 1800                         | Wohnstallhaus Obergeschoss Fachwerk, Scheune verbrettert, bauhistorische Relevanz. - Wohnstallhaus: Erdgeschoss verändert durch Garageneinbau (ehemaliger Stallteil), Obergeschoss Fachwerk mit originalem Wand-Öffnungs-Verhältnis, Fenster mit aufgesetzten Sprossen, Satteldach, Schieferdeckung. Dachgeschoss: liegender Stuhl mit Kehlbalken, - Nebengebäude: Erdgeschoss massiv, zwei Türgewände, eines mit originalem Türblatt, Obergeschoss Fachwerk, teils verschiefert, Satteldach, - Scheune: 20. Jahrhundert, verbrettert. | 09229735 |
| Direkt Bild zu diesem Denkmal hochladen | Wohnstallhaus und zwei Seitengebäude eines Bauernhofes                          | Hauptstraße 37 (Karte)       | um 1800                         | Fachwerkgebäude, baugeschichtlich von Bedeutung. Satteldach | 09229701 |
| Weitere Bilder                          | Herrenhaus, vier Wirtschaftsgebäude und Einfriedung eines Allodialgutes         | Hauptstraße 52 (Karte)       | 18. Jahrhundert (Herrenhaus)    | Herrenhaus Putzbau mit Mansarddach, Wirtschaftsbauten zum Teil in Fachwerk, ortshistorisch und baugeschichtlich von Bedeutung. Mansarddach mit Krüppelwalm, großer Dacherker mit Dreiecksgiebel, Stichbogenportal, sämtliche Räume zu Wohnungen umgebaut, barocke Stuckdecke überputzt | 09229704 |
| Direkt Bild zu diesem Denkmal hochladen | Wohnstallhaus, Seitengebäude und Scheune eines ehemaligen Vierseithofes         | Hauptstraße 60 (Karte)       | um 1750                         | Weitgehend geschlossen erhaltene Hofanlage, Wohnstallhaus und Seitengebäude mit strebenreichem Fachwerk-Obergeschoss, baugeschichtlich von Bedeutung. - Wohnstallhaus: Krüppelwalmdach, Fachwerk im Obergeschoss, ein Erdgeschoss-Fenster vergrößert, - Seitengebäude: Satteldach mit einem Schopf, Fachwerk im Obergeschoss vorgekragt, - Scheune: flaches Satteldach, Obergeschoss und Giebel verbrettert, Fachwerk im Erdgeschoss, Feldeinfahrt.                                                                                    | 09229705 |
| Direkt Bild zu diesem Denkmal hochladen | Wohnstallhaus und Scheune eines Zweiseithofes                                   | Hauptstraße 90 (Karte)       | bezeichnet 1842 (Wohnstallhaus) | Wohnstallhaus Obergeschoss strebenreiches Fachwerk, baugeschichtlich von Bedeutung. Wohnstallhaus: Satteldach, Fachwerk im Obergeschoss, Fenstergewände und Türstock aus Werkstein, im Kern älter (2. Hälfte 18. Jahrhundert), Holzscheune | 09229715 |
| Direkt Bild zu diesem Denkmal hochladen | Wohnstallhaus und Seitengebäude eines Vierseithofes                             | Hauptstraße 109 (Karte)      | um 1800                         | Fachwerkgebäude, baugeschichtlich von Bedeutung. - Wohnstallhaus: Satteldach, Fachwerk im Obergeschoss, verschiedene Bauphasen, jüngerer seitlicher Anbau, - Seitengebäude: Satteldach, Fachwerk im Obergeschoss, gezimmerte Durchfahrt. | 09229718 |
| Direkt Bild zu diesem Denkmal hochladen | Wohnhaus                                                                        | Hauptstraße 110 (Karte)      | um 1800                         | Obergeschoss Fachwerk, baugeschichtlich von Bedeutung. Satteldach, Fachwerk im Obergeschoss verputzt, Giebel verschiefert, Gewände aus Werkstein | 09229719 |
| Direkt Bild zu diesem Denkmal hochladen | Wohnstallhaus (mit Anbau) und Scheune eines Zweiseithofes                       | Jahnsdorfer Straße 4 (Karte) | um 1800                         | Wohnstallhaus Obergeschoss Fachwerk verkleidet, baugeschichtlich von Bedeutung. - Wohnstallhaus: Satteldach, hakenförmiger Anbau mit Krüppelwalmdach, Obergeschoss und Giebel verschiefert, Fenster- und Türgewände aus Porphyr, alte Fenster, Natursteinplatten vor dem Eingang, - Scheune: Satteldach, Giebel verschiefert, Obergeschoss verbrettert. | 09229697 |
| Direkt Bild zu diesem Denkmal hochladen | Wohnstallhaus eines ehemaligen Vierseithofes                                    | Poststraße 6 (Karte)         | bezeichnet 1792                 | Mit Fachwerk-Obergeschoss und Segmentbogenportal, zur Hofanlage zugehöriges Seitengebäude und Torbogen bereits abgebrochen, baugeschichtlich von Bedeutung. - Wohnstallhaus: Satteldach, Giebel verschiefert, Fachwerk im Obergeschoss, Giebel verschiefert, Fenstergewände und Stichbogenportal aus Werkstein, - Seitengebäude (abgebrochen): Satteldach, zwei geschweifte Dachluken, einbogige Oberlaube (vorkragend), Giebel verschiefert, straßenseitig Fachwerk im Obergeschoss.                                                  | 09229709 |

## Pfaffenhain
| Bild                                    | Bezeichnung                                                                                | Lage                                      | Datierung                       | Beschreibung | ID       |
| --------------------------------------- | ------------------------------------------------------------------------------------------ | ----------------------------------------- | ------------------------------- | --- | -------- |
| Direkt Bild zu diesem Denkmal hochladen | Wohnhaus                                                                                   | Seifersdorfer Straße 1 (Karte)            | 1906, laut Bauakte              | Zeittypischer Putzbau der Jahrhundertwende um 1900, baugeschichtlich von Bedeutung. Satteldach, Mittelrisalit mit Zwerchgiebel, zwei Gaupen, Bruchsteinsockel, verzierte Fenstereinrahmungen | 09229680 |
| Direkt Bild zu diesem Denkmal hochladen | Wohnstallhaus (Nr. 23), Seitengebäude und Scheune (Nr. 23a) eines ehemaligen Vierseithofes | Stollberger Straße 23; 23a (Karte)        | um 1800                         | Wohnstallhaus Obergeschoss Fachwerk, Bauernhof in markanter Lage, baugeschichtlich von Bedeutung. - Wohnstallhaus: Satteldach, Giebel verbrettert, Fachwerk im Obergeschoss (beschädigt durch Einbau großer Fenster), - Seitengebäude: Satteldach, Giebel verschiefert, Obergeschoss verbrettert, Heuaufzug, Schößchenfenster, markante Lage an der Stollberger Straße. | 09229686 |
| Direkt Bild zu diesem Denkmal hochladen | Wohnhaus                                                                                   | Stollberger Straße 25 (Karte)             | 1. Hälfte 19. Jahrhundert       | Obergeschoss Fachwerk mit V-Streben, baugeschichtlich von Bedeutung. Satteldach, drei Gaupen, davon eine geschweift, Fachwerk im Obergeschoss, Giebel verkleidet, Werksteingewände im Erdgeschoss, rückwärtiger älterer Anbau mit modernisierten Fenstern. | 09229685 |
| Direkt Bild zu diesem Denkmal hochladen | Wohnstallhaus, zwei Seitengebäude, Scheune und Torbogen eines Vierseithofes                | Stollberger Straße 27 (Karte)             | um 1800 (Wohnstallhaus)         | Wohnstallhaus Obergeschoss Fachwerk, Hofanlage insgesamt recht ursprünglich erhalten, baugeschichtliche Bedeutung. Nur Wohnstallhaus mit zwei liegenden Fenstern | 09301788 |
| Direkt Bild zu diesem Denkmal hochladen | Wohnstallhaus eines Vierseithofes                                                          | Stollberger Straße 31 (Karte)             | 2. Hälfte 18. Jahrhundert       | Obergeschoss Fachwerk, baugeschichtliche Bedeutung. Krüppelwalmdach, Konstruktion intakt bis auf einen Giebel mit liegenden Fenstern | 09301791 |
| Direkt Bild zu diesem Denkmal hochladen | Wohnhaus                                                                                   | Stollberger Straße 33 (Karte)             | 2. Hälfte 18. Jahrhundert       | Obergeschoss Fachwerk verkleidet, baugeschichtliche Bedeutung. Steiles Krüppelwalmdach | 09301790 |
| Direkt Bild zu diesem Denkmal hochladen | Wohnstallhaus eines Vierseithofes                                                          | Stollberger Straße 35 (Karte)             | 2. Hälfte 18. Jahrhundert       | Obergeschoss Fachwerk verkleidet, Konstruktion weitgehend erhalten, baugeschichtliche Bedeutung. Lediglich eine Giebelseite mit liegenden Fenstern von zirka 1980, Seitengebäude West partiell verändert, Scheune Ost um 1930 | 09301789 |
| Direkt Bild zu diesem Denkmal hochladen | Kriegerdenkmal für die Gefallenen des Ersten Weltkrieges                                   | Stollberger Straße 35 (gegenüber) (Karte) | nach 1918                       | Ortsgeschichtlich von Bedeutung - Granitsockel zirka 3 mal 1 m, umrahmt von Granitblöcken, drei senkrecht stehende Schwerter, Inschrift der Schwerter: „Freiheit, Volk, Vaterland“, Inschrift auf Granit: Namen von 13 Gefallenen links und rechts der Schwerter, „Unseren Gefallenen“ auf unterem Sockel, „1914 – 1918“ auf oberem Sockel, - Denkmal von ortstypischem Areal umgeben: Teich (zirka 15–20 m Durchmesser) mit Randbepflanzung, Bäume hinter dem Denkmal. | 09229744 |
| Direkt Bild zu diesem Denkmal hochladen | Wohnstallhaus eines Zweiseithofes                                                          | Stollberger Straße 39 (Karte)             | bezeichnet 1815                 | Obergeschoss Fachwerk, zwei Segmentbogenportale, baugeschichtlich von Bedeutung. Satteldach, Giebel verschiefert, Fachwerk im Obergeschoss, rückwärtig verbrettert (gelb und grün), Fenstergewände und zwei Türstöcke (Zahnschnitt) aus Werkstein, alte Fenster, Garten mit Holzlattenzaun, markante Lage an der Straße | 09229683 |
| Direkt Bild zu diesem Denkmal hochladen | Wohnstallhaus, zwei Seitengebäude, Scheune und Hoftor eines Vierseithofes                  | Stollberger Straße 41 (Karte)             | 1. Hälfte 19. Jahrhundert       | Geschlossen erhaltene Hofanlage in Fachwerkbauweise, baugeschichtlich von Bedeutung. - Wohnstallhaus: Satteldach, Giebel und Obergeschoss verschiefert, rückwärtiges Fachwerk und Anbau, Fenster verändert, Weinspalier, - Erstes Seitengebäude mit Scheuer: Satteldach, Dacherker mittig zum Hof, Fachwerk im Obergeschoss, Rückseite verschiefert, Heuaufzug, - Zweites Seitengebäude: Satteldach, drei geschweifte Gaupen, Fachwerk im Obergeschoss und im Giebel, anderer Giebel verschiefert, alte Fenster, - Scheune: Satteldach, verbrettert, Giebel verschiefert, gezimmertes Hoftor. | 09229682 |
| Direkt Bild zu diesem Denkmal hochladen | Wohnhaus                                                                                   | Stollberger Straße 45 (Karte)             | vermutlich 18. Jahrhundert      | Obergeschoss Fachwerk, baugeschichtliche Bedeutung. Erdgeschoss massiv, geglättet und im Wand-Öffnungs-Verhältnis verändert, Obergeschoss-Konstruktion intakt, lediglich Rückseite mit Anbau, Eternit-verkleidet, Dach verhältnismäßig steil, wahrscheinlich originaler Dachstuhl und ursprüngliche Deckung, eine große und zwei kleine Gaupen an der Straßenseite wurden vor 80–100 Jahren hinzugefügt, Muldenfalzdeckung | 09227481 |
| Direkt Bild zu diesem Denkmal hochladen | Wohnstallhaus, Seitengebäude, Scheune und Einfriedung eines Dreiseithofes                  | Stollberger Straße 50 (Karte)             | bezeichnet 1948 (Wohnstallhaus) | Geschlossen erhaltener Bauernhof im Heimatstil der Nachkriegszeit, baugeschichtlich von Bedeutung. - Wohnstallhaus: Satteldach mit jeweils zwei liegenden Schleppgaupen (hof- und rückseitig), rote Dachziegel, Wohnteil massiv, Eingänge mit dreistufiger Freitreppe, angebauter Stallteil im Obergeschoss verbrettert, - Seitengebäude mit Stall: Satteldach, hofseitig Dacherker als Taubenhaus, Obergeschoss verbrettert, - Scheune: Satteldach, Giebel und Obergeschoss verbrettert, zwei Einfahrten, - Einfriedung zum Garten: Zaunsäulen aus Bruchstein mit roten Klinkern bekrönt, Holzlattenzaun. | 09229684 |
| Direkt Bild zu diesem Denkmal hochladen | Wohnstallhaus, Seitengebäude und Scheune eines Mühlenanwesens                              | Stollberger Straße 68 (Karte)             | bezeichnet 1804                 | Fachwerkgebäude, ortshistorisch und baugeschichtlich von Bedeutung. - Ehemalige Holzschneidemühle, später Mehlmühle, Hauptgebäude, bestehend aus Wohnstallhaus und (inzwischen abgebrochenem angebautem Mühlenteil): Satteldach, Giebel verschiefert, Fachwerk im Obergeschoss, an der Rückseite verputzt, Erdgeschoss verändert (Türstock mit Bezeichnet 1804 entfernt), Mühlenteil in schlechtestem Zustand, Turbine, Räderwerk und andere technische Ausrüstung noch vorhanden, Heuaufzug, Sonnenuhr, - Seitengebäude: Satteldach, Fachwerk im Obergeschoss vorgekragt, Rückseite und Giebel verschiefert, zwei Türstöcke aus Porphyr (Zahnschnitt), ein dritter Eingang zugesetzt, Holzscheune, Mühlsteine auf dem Hof, - Ältester Teil des ehemaligen Vierseithofes (Torhaus) ist abgerissen. | 09229678 |

## Seifersdorf
| Bild                                    | Bezeichnung                                                                | Lage                              | Datierung                       | Beschreibung | ID       |
| --------------------------------------- | -------------------------------------------------------------------------- | --------------------------------- | ------------------------------- | --- | -------- |
|                                         | Wohnhaus                                                                   | Dorfstraße 8 (Karte)              | 1. Hälfte 19. Jahrhundert       | Obergeschoss Fachwerk, mit klassizistischem Türstock, baugeschichtlich von Bedeutung. Wohnstallhaus: Satteldach, altdeutsche Schieferdeckung, Giebel und Obergeschoss verschiefert, sehr gut erhaltenes Erdgeschoss, Fenstergewände und Türsturz aus Werkstein, alte Haustüre, Ausstieg für Hühner mit Hühnerleiter | 09229687 |
| Weitere Bilder                          | Kriegerdenkmal für die Gefallenen des Ersten Weltkrieges                   | Dorfstraße 16 (gegenüber) (Karte) | nach 1918                       | Natursteinwand mit Namenstafel, ortsgeschichtlich von Bedeutung. | 09229688 |
| Direkt Bild zu diesem Denkmal hochladen | Wohnstallhaus (mit Anbau) und Seitengebäude eines ehemaligen Vierseithofes | Dorfstraße 35 (Karte)             | um 1800                         | Beide Gebäude in Fachwerkbauweise, ortsbildprägend und strukturprägend, baugeschichtliche Bedeutung. | 09301793 |
| Direkt Bild zu diesem Denkmal hochladen | Seitengebäude eines Bauernhofes                                            | Lugauer Straße 10 (Karte)         | vor 1750                        | Fachwerk-Obergeschoss mit K-Streben, baugeschichtlich von Bedeutung. Satteldach, Fachwerk im Obergeschoss (halbe Mann-Figur, profilierte Schwelle), Schiebefenster (Acht-Scheiben) | 09229694 |
| Direkt Bild zu diesem Denkmal hochladen | Wohnstallhaus eines Bauernhofes                                            | Pfaffenhainer Straße 8 (Karte)    | 18. Jahrhundert (Wohnstallhaus) | Obergeschoss Fachwerk, baugeschichtliche Bedeutung. | 09301792 |
| Direkt Bild zu diesem Denkmal hochladen | Wohnstallhaus, zwei Seitengebäude und Scheune eines Vierseithofes          | Wiesenweg 5 (Karte)               | um 1800                         | Geschlossen erhaltene Hofanlage in Fachwerkbauweise, baugeschichtlich von Bedeutung. Seitengebäude: Satteldach, Fachwerk im Obergeschoss, alte Fenster, im Winkel angebaute Scheune mit Feldeinfahrt | 09229690 |
| Direkt Bild zu diesem Denkmal hochladen | Wohnstallhaus und zwei Seitengebäude eines ehemaligen Vierseithofes        | Wiesenweg 6 (Karte)               | 2. Hälfte 18. Jahrhundert       | Gehöft in Fachwerkbauweise, ein Seitengebäude Fachwerk-Konstruktion mit V-Streben, baugeschichtlich von Bedeutung. - Wohnstallhaus: Türgewände aus sehr dunklem Porphyr, - Erstes Seitengebäude: Satteldach mit einem Schopf, Fachwerk im Obergeschoss vorgekragt, alte Fenster und 2 Holztüren im Obergeschoss, Durchfahrt, Türgewände mit Stichbogen und Schlussstein aus Porphyr, - Zweites Seitengebäude: Fachwerk im Obergeschoss verputzt | 09229693 |
| Direkt Bild zu diesem Denkmal hochladen | Wohnhaus                                                                   | Wiesenweg 7 (Karte)               | vor 1800                        | Obergeschoss Fachwerk verbrettert, baugeschichtlich von Bedeutung. Satteldach, Obergeschoss verbrettert, Rückseite und Giebel verschiefert, hofseitig Erdgeschoss verändert (großes Fenster), zum Hof gehört eine Holzscheune | 09229692 |
| Direkt Bild zu diesem Denkmal hochladen | Wohnstallhaus und Seitengebäude eines Bauernhofes                          | Wiesenweg 8 (Karte)               | um 1884 oder älter              | Beide Gebäude Obergeschoss mit Fachwerk, baugeschichtlich von Bedeutung. - Wohnstallhaus: Satteldach, ein Giebel verputzt, ein Giebel verschiefert, Fachwerk im Obergeschoss, Erdgeschoss verändert (großes Fenster, Garageneinbau), - Seitengebäude: Satteldach, Giebel verschiefert, Fachwerk im Obergeschoss, alte Fenster, zwei Türstöcke aus Werkstein, Hof nach Brand 1844 wieder aufgebaut.                                              | 09229691 |